# Diklofenak
Diklofenak (łac. diclofenacum) – niesteroidowy lek przeciwzapalny (NLPZ). Pochodna kwasu aminofenylooctowego o silnym działaniu przeciwzapalnym, przeciwbólowym i przeciwgorączkowym, wykazująca też działanie bakteriobójcze.
Działanie leku polega głównie na hamowaniu cyklooksygenaz: w większym stopniu indukowalnej (COX-2), odpowiedzialnej za syntezę prostaglandyn prozapalnych w miejscu zapalenia, niż konstytutywnej (COX-1), odpowiedzialnej za syntezę prostaglandyn spełniających funkcję fizjologiczne w przewodzie pokarmowym i nerkach (powinowactwo do (COX-2) porównywalne z celekoksybem). Z przewodu pokarmowego wchłania się szybko i całkowicie. Maksymalne stężenie w osoczu osiąga w ciągu 1–2 h, a w płynie stawowym po 2–4 h. Stężenia w osoczu pozostają w zależności liniowej od dawki. Okres półtrwania we krwi i płynie stawowym wynosi 2 h. W 99,7% wiąże się z białkiem osocza, głównie albuminami. Wydala się prawie całkowicie w ciągu 12 h, ok. 60% z moczem i 33% z kałem, głównie w postaci glukuronianów. Hamuje agregację płytek krwi (słabiej i krócej niż kwas acetylosalicylowy).
Diklofenak działa bakteriobójczo na liczne szczepy bakterii Gram-dodatnich i Gram-ujemnych.

## Wskazania
Jako lek przeciwbólowy i przeciwzapalny w reumatoidalnym zapaleniu stawów i innych chorobach układowych tkanki łącznej, zesztywniającym zapaleniu stawów kręgosłupa i innych seronegatywnych spondyloartropatiach, w ataku dny moczanowej, chorobie zwyrodnieniowej stawów obwodowych kręgosłupa. Również w zapobieganiu i leczeniu bólu pooperacyjnego, leczeniu zmian urazowych, przeciążeniowych i zapalnych tkanek okołostawowych: ścięgien, więzadeł, mięśni, torebek stawowych, kaletek maziowych i pochewek ścięgnistych. Ponadto w nerwobólach, zespołach korzeniowych, bólach miesiączkowych, zapaleniu przydatków, wspomagająco w otolaryngologii. W okulistyce zewnętrznie w zapaleniu przedniego odcinka gałki ocznej i po operacji usunięcia zaćmy w celu zapobieżenia wystąpienia obrzęku torbielowatego plamki, w zapobieganiu śródoperacyjnemu zwężeniu źrenic.

## Przeciwwskazania
- Nadwrażliwość na diklofenak i inne NLPZ, choroba wrzodowa żołądka i dwunastnicy, astma aspirynowa, upośledzenie czynności wątroby, niewydolność nerek, porfiria. Przeciwwskazany również u dzieci do 12 roku życia.

- U osób ze stwierdzoną zastoinową niewydolnością serca [klasy II-IV wg klasyfikacji Nowojorskiego Towarzystwa Kardiologicznego (NYHA)], chorobą niedokrwienną serca, chorobą tętnic obwodowych lub chorobą naczyń mózgowych. U tych pacjentów należy dokonać weryfikacji leczenia[5].
- U pacjentów z istotnymi czynnikami ryzyka zdarzeń sercowo-naczyniowych (jak nadciśnienie tętnicze, hiperlipidemia, cukrzyca, palenie tytoniu) należy ostrożnie rozważyć rozpoczęcie leczenia diklofenakiem[5].

## Interakcje
Może zwiększyć stężenie litu i digoksyny we krwi. Zwiększa toksyczność metotreksatu i nefrotoksyczność cyklosporyny. Zwiększa stężenie potasu w razie równoczesnego stosowania leków moczopędnych. Stosowany równocześnie z innymi NLPZ i (lub) kortykosteroidami zwiększa ryzyka krwawienia z przewodu pokarmowego.

## Działania niepożądane
Przewód pokarmowyodbijanie, niestrawność, nudności, bóle w nadbrzuszu, wzdęcia, wiatry, biegunka, zaparcie, brak łaknienia; może również uczynnić chorobę wrzodową żołądka lub dwunastnicy i w konsekwencji spowodować krwawienie z przewodu pokarmowego (smoliste stolce, niedokrwistość). W pojedynczych przypadkach może spowodować zaostrzenie wrzodziejącego zapalenia okrężnicy lub choroby Leśniowskiego i Crohna, a także niespecyficzne krwotoczne zapalenie okrężnicy. Rzadko upośledza czynność wątroby, co objawia się zwiększoną aktywnością aminotransferaz w surowicy (podczas długotrwałego stosowania kontrolować czynność wątroby).
Nerkiostra niewydolność nerek, krwiomocz, białkomocz, śródmiąższowe zapalenie nerek, zespół nerczycowy, martwica brodawek nerkowych.
Skórauczuleniowe reakcje skórne, osutka, pokrzywka, rzadko wielopostaciowy rumień wysiękowy, plamica, zespół Stevensa-Johnsona, zespół Lyella, erytrodermia, wypadanie włosów.
Układ sercowo-naczyniowyzwiększenie ryzyka występowania działań niepożądanych ze strony układu sercowo-naczyniowego.
Ponadto bóle i zawroty głowy, osłabienie, zmęczenie, rozdrażnienie, depresja, zaburzenia snu, zatrzymanie płynów, obrzęki, parestezje, zaburzenia równowagi. W długotrwałym leczeniu może wystąpić niedokrwistość, leukopenia, małopłytkowość oraz zapalenie trzustki. Podawany preparat może powodować reakcje miejscowe (podrażnienie, uczucie parcia, pieczenie) Stosowany na skórę (też w jonoforezie i fonoforezie) może powodować zaczerwienienia, świąd, osutkę. Przedawkowanie nie daje typowego obrazu klinicznego. Brak antidotum i leczenia swoistego. Stosować leczenie objawowe oraz płukanie żołądka, podawać węgiel aktywowany.

## Ciąża
W I i II trymestrze kategoria B (Badania na zwierzętach nie wskazują na istnienie ryzyka dla płodu, ale nie przeprowadzono badań z grupą kontrolną u ludzi lub badania na zwierzętach wykazały działanie niepożądane na płód, ale badania na grupie kobiet ciężarnych nie potwierdziły istnienia ryzyka dla płodu). W III trymestrze kategoria D (Istnieją dowody na niekorzystne działanie leku na płód, ale w pewnych sytuacjach klinicznych potencjalne korzyści z jego zastosowania przewyższają ryzyko (np. w stanach zagrażających życiu lub chorobach, w których inne, bezpieczne leki nie mogą być zastosowane lub są nieskuteczne) – możliwość przedwczesnego zamknięcia przewodu tętniczego oraz zahamowanie kurczliwości macicy. Nie stosować w okresie karmienia piersią.

## Preparaty

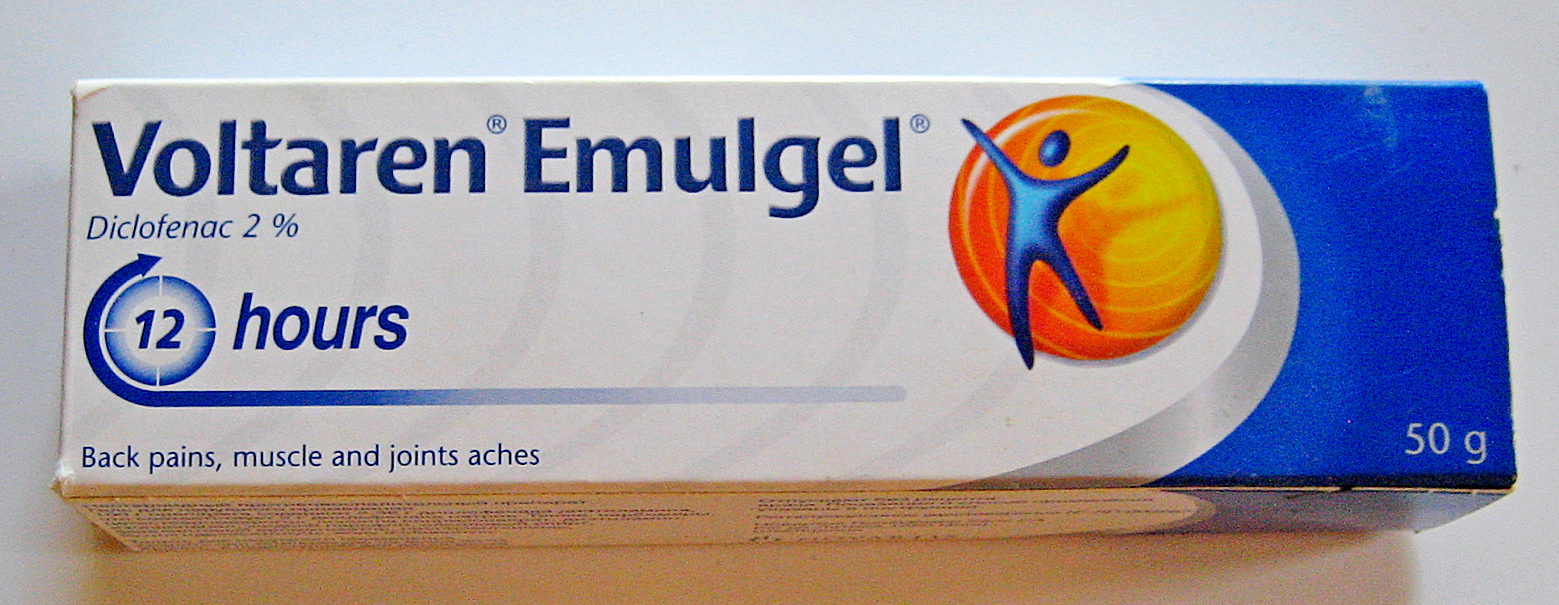
Voltaren Emulgel

- Cataflam – proszek do sporządzania roztworu doustnego 50 mg
- Cataflam 50 – tabletki powlekane 50 mg
- Diclac –  roztwór do wstrzykiwań domięśniowych 25 mg/ml
- Diclac 100 – czopki 100 mg
- Diclac 150 Duo – tabletki o zmodyfikowanym uwalnianiu 150 mg
- Diclac 50 – czopki doodbytnicze lub tabletki dojelitowe 50 mg
- Diclac 75 Duo – tabletki o zmodyfikowanym uwalnianiu 75 mg
- Diclac Lipogel – żel 10 mg/g
- Dicloabak – krople do oczu, roztwór 1 mg/ml
- Dicloberl 50 – czopki 50 mg
- Dicloberl retard – kapsułki twarde o przedłużonym uwanianiu 100 mg
- DicloDuo – kapsułki o zmodyfikowanym uwalnianiu 75 mg
- Diclofenac GSK – czopki doodbytnicze 50 lub 100 mg
- Dicloratio 25 – czopki doodbytnicze lub tabletki dojelitowe 25 mg
- Dicloratio 50 – czopki doodbytnicze lub tabletki dojelitowe 50 mg
- Dicloratio 100 – czopki doodbytnicze 100 mg
- Dicloratio gel – żel 1%
- Dicloratio Plast – plaster leczniczy 140 mg
- Dicloratio Retard 100 – kapsułki o przedłużonym uwalnianiu 100 mg
- Dicloratio Uno – tabletki o zmodyfikowanym uwalnianiu 150 mg
- Dicloreum – roztwór do wstrzykiwań 25 mg/ml lub tabletki dojelitowe 50 mg
- Dicloreum retard – tabletki o przedłużonym uwalnianiu 100 mg
- Dicloziaja – żel 1%
- Difadol – roztwór do wstrzykiwań lub do sporządzania roztworu do infuzji 25 mg/ml
- Difadol 0,1% – krople do oczu, roztwór 1 mg/ml
- Diklofenak LGO – żel 1%
- Diklonat P – żel 1%
- Diky 4% – płyn do natryskiwania na skórę 40 mg/g
- Flector Tissugel – plaster leczniczy
- Itami – plaster leczniczy 10x14cm, 140mg,
- Glimbax – roztwór do płukania jamy ustnej i gardła 0,74 mg/ml
- Majamil PPH – tabletki dojelitowe 25 lub 50 mg
- Majamil prolongatum – tabletki o przedłużonym uwalnianiu 100 mg
- Naclof – krople do oczu, roztwór 1 mg/ml
- Naklofen – roztwór do wstrzykiwań 25 mg/ml
- Naklofen Duo – kapsułki o zmodyfikowanym uwalnianiu 75 mg
- Naklofen gel – żel 1%
- Olfen 25 – tabletki powlekane 25 mg
- Olfen 50 – tabletki powlekane lub kapsułki doodbytnicze 50 mg
- Olfen 100 – kapsułki doodbytnicze 100 mg
- Olfen 75 SR – tabletki powlekane o przedłużonym uwalnianiu 75 mg
- Olfen 100 SR – tabletki o przedłużonym uwalnianiu 100 mg
- Olfen Patch – plaster leczniczy 140 mg
- Olfen żel – żel 1%
- Rapidus – tabletki powlekane 50 mg
- Veral – żel 1%
- Voltaren – czopki doodbytnicze 25, 50 lub 100 mg
- Voltaren – roztwór do wstrzykiwań lub do sporządzania roztworu do infuzji 25 mg/ml
- Voltaren – tabletki dojelitowe 25 lub 50 mg
- Voltaren Acti – tabletki powlekane 12,5 mg
- Voltaren Acti Forte – tabletki powlekane 25 mg
- Voltaren Emulgel 1% – żel 1%
- Voltaren Express – kapsułki miękkie 12,5 mg
- Voltaren Express Forte – kapsułki miękkie 25 mg
- Voltaren SR 75 – tabletki o przedłużonym uwalnianiu 75 mg
- Voltaren SR 100 – tabletki o przedłużonym uwalnianiu 100 mg
- Voltenac – żel 11,6 mg/g
- Vostar – tabletki powlekane 12,5 mg

- Arthrotec – (diklofenak + mizoprostol) tabletki (50 + 0,2 mg)
- Arthrotec Forte – (diklofenak + mizoprostol) tabletki (75 + 0,2 mg)
- Dicloratio – (diklofenak + lidokaina) roztwór do wstrzykiwań (75 + 20 mg)/2 ml
- Olfen 75 – (diklofenak + lidokaina) roztwór do wstrzykiwań (37,5 + 10 mg)/ml
- Venożel – (diklofenak + trybenozyd + escyna) żel (12 + 10 + 5 mg)/g